# Liste der Bodendenkmäler in Thurmansbang
Auf dieser Seite sind die Bodendenkmäler in der niederbayerischen Gemeinde Thurmansbang zusammengestellt. Diese Tabelle ist eine Teilliste der Liste der Bodendenkmäler in Bayern. Grundlage ist die Bayerische Denkmalliste, die auf Basis des Bayerischen Denkmalschutzgesetzes vom 1. Oktober 1973 erstmals erstellt wurde und seither durch das Bayerische Landesamt für Denkmalpflege geführt wird. Die folgenden Angaben ersetzen nicht die rechtsverbindliche Auskunft der Denkmalschutzbehörde.

## Bodendenkmäler der Gemeinde

### Bodendenkmäler in der Gemarkung Solla
| Lage             | Objekt | Akten-Nr.     | Bild |
| ---------------- | --- | ------------- | ---- |
| Solla (Standort) | Untertägige Befunde des Mittelalters im Bereich der abgegangenen Burg Scharten sowie untertägige Befunde des Mittelalters und der frühen Neuzeit im Bereich der Kapelle St. Michael in Scharten. Siehe auch: Mittelalter, Burg Scharten | D-2-7145-0002 |      |
| Solla (Standort) | Mittelalterliche und frühneuzeitliche Hofwüstung Kleeham. Siehe auch: Wüstung | D-2-7145-0066 |      |

### Bodendenkmäler in der Gemarkung Thurmansbang
| Lage                                  | Objekt | Akten-Nr.     | Bild                                                        |
| ------------------------------------- | --- | ------------- | ----------------------------------------------------------- |
| Thurmansbang Kirchstraße 5 (Standort) | Untertägige Befunde des Mittelalters und der frühen Neuzeit im Bereich der Katholischen Pfarrkirche St. Markus in Thurmansbang, darunter die Spuren von Vorgängerbauten bzw. älteren Bauphasen. | D-2-7245-0050 | Untertägige Befunde des Mittelalters und der frühen Neuzeit |
| Thurmansbang (Standort)               | Untertägige Befunde des Mittelalters und der frühen Neuzeit im Bereich des abgegangenen Hofes in Traxenberg.                                                                                    | D-2-7245-0075 |                                                             |
| Thurmansbang (Standort)               | Spätmittelalterlich-frühneuzeitlicher Handwerksplatz mit Pechstein. | D-2-7245-0137 |                                                             |
| Thurmansbang (Standort)               | Frühneuzeitlicher Erdstall. Siehe auch: Erdstall | D-2-7246-0084 |                                                             |